# Estación de Courtepin
La estación de Courtepin es una estación ferroviaria de la comuna suiza de Courtepin, en el Cantón de Friburgo.

## Historia y situación
La estación de Courtepin fue inaugurada en el año 1898 con la puesta en servicio del tramo entre Givisiez y Murten de la línea Friburgo - Ins.
Se encuentra ubicada en el centro del núcleo urbano de Courtepin. Cuenta con dos andenes centrales a los que acceden tres vías pasantes, a las que hay que sumar una vía muerta y varios culatones. 
En términos ferroviarios, la estación se sitúa en la línea Friburgo - Ins. Sus dependencias ferroviarias colaterales son la estación de Pensier hacia Friburgo y la estación de Cressier hacia Ins.

## Servicios ferroviarios
Los servicios ferroviarios de esta estación están prestados por Transports Publics Fribourgeois:

### Regionales
- R Friburgo - Murten - Ins/Kerzers. Trenes cada hora desde Friburgo hasta Murten y Ins. En horas punta de lunes a viernes existen trenes de refuerzo desde Friburgo hasta Murten y Kerzers.